# Parlamento de Ghana
El Parlamento de Ghana es el órgano unicameral que ostenta el poder legislativo en dicho país. Está conformado por 275 miembros, más el presidente del país, este último dispone de derecho de veto, salvo para las resoluciones de urgencia.
Los miembros del parlamento son elegidos mediante sufragio universal directo y por mayoría simple para un periodo de cuatro años. En tiempo de guerra, la legislatura puede ser alargada por periodos de 12 meses. El sistema mayoritario adoptado por Ghana ha favorecido la aparición de un parlamento bipartidista.